# Tine Ruysschaert
Tine Ruysschaert (Buizingen, 1 augustus 1932 – De Pinte, 23 november 2023) was een Vlaams actrice in solotoneel. 
Zij was docente aan het conservatorium van Gent. Zij bracht in Vlaanderen en Nederland en ook daarbuiten  gevarieerde en succesvolle one-woman-voorstellingen, gaande van oud materiaal zoals "Het Markusevangelie" tot modernere literatuur zoals "Wit is altijd schoon". Zij bracht die laatste voorstelling onder andere ook in Parijs, en op het festival van Avignon. Daarnaast ensceneerde zij werken van François Villon, Guido Gezelle, Charles de Coster, Hugo Claus, Annie M.G. Schmidt, en vele anderen. 

## Biografie
Zij startte na haar studies woordkunst aan het Gentse Conservatorium, als toneelactrice bij theater Malpertuis te Tielt.
Haar voorkeur ging echter vrij snel een andere (meer poëtische) kant uit. Op 7 oktober 1972 is zij voor het eerst met het avondvullend programma "Poëtische variaties rond de vrouw" opgetreden in Antwerpen voor een groep dames van “Aktueel Denken en Leven”. Dat was het eerste van een lange reeks programma's, al dan niet met andere woordkunstenaars en musici gebracht.
Zij was gedurende drie jaar "cultureel ambassadeur van Vlaanderen" (1995-1997), en doceerde aan verschillende niet-Belgische universiteiten, waaronder Berkeley (Californië), Londen, Wroclaw en Kaapstad. Zij werd ook laureate van de ANV-Visser Neerlandia-prijs. 
In 1995 te Dordrecht, bij de viering van 100 jaar ANV, mocht zij, in aanwezigheid van Koningin Beatrix het woord voeren.
Op 6 oktober 2007 werd zij te De Pinte door haar vrienden met een groots feest gehuldigd voor haar "35 jaar op de planken". 
Naar aanleiding van die huldiging werd haar een origineel liber amicorum overhandigd, waarin onder anderen Michel van der Plas, Jo Gisekin en Willy Spillebeen een gedicht voor haar geschreven hadden. Andere vrienden van haar traden op, waaronder Jo Decaluwe, Levente Kende, Zeger Vandersteene, Harold Van de Perre.
Ruysschaert overleed op 23 november 2023 op 91-jarige leeftijd.

## Chronologisch overzicht
Tine Ruysschaert heeft sinds 1972 de volgende programma's gespeeld:
- Poëtische variaties rond de vrouw.
- Het testament van François Villon.
- Woorden wisselen.
- Het Markusevangelie.
- Als de ziele luistert (Guido Gezelle).
- In den beginne (Bertus Aafjes).
- Liefde van A tot Z.
- Reinaert De Vos (hertaling Ernst van Altena).
- Godfried Bomans : sprookjesverteller.
- Pamfletten van Jacques Prévert.
- Ziezo, dat is dat (Annie M.G. Schmidt).
- Het verdriet van België (Hugo Claus).
- Callas en ik (Louis Ferron).
- Luisteren naar Louis Paul Boon.
- Ruzie voor beginners (P. Jacobs).
- Tijl Uilenspiegel (Charles de Coster).
- Juffrouw Symforosa (Felix Timmermans).
- Le blanc c'est toujours bien (gespeeld op het theaterfestival in Avignon 1994 gedurende 3 weken/geklasseerd bij de beste 10 voorstellingen op het festival en gespeeld in Parijs 1996 gedurende 6 weken).
- Liefdesbrieven (A.R. Gurney).
- Beatrijs (hertaling Willem Wilmink).
- Federico (García Lorca).
- Mijnheer Gezelle.
- Alma Mahler.
- Poëzie uit de hoge hoed.
- Vaarwel, als altijd, je Mozart ( brieven, verhalen en dagboeken van Mozart).
- Die Minne es al (Hadewijch).
- Godallemachtig.
- De maand van Marie (Luuk Gruwez).
- Wit is altijd schoon (Leo Pleysier).
- Schrijf vaker, schrijf meer - Brieven van geliefden.
- Door toedoen van bijbelse vrouwen.
- Mijn kleine oorlog (Louis Paul Boon).
- Mijn zoon Damiaan. (Stefan Broeckx)
- Menschen... in den grooten oorlog (Benjamin Sercu).
- Brieven van Geliefden.